# Artur Szulc (pisarz)
Artur Szulc (ur. w 1976 w Szczecinie) – polsko-szwedzki autor książek i artykułów dotyczących historii Polski i Europy Wschodniej oraz recenzent wydawnictw popularnonaukowych.
Szulc jest magistrem historii. Posiada uprawnienia do nauczania historii, języka szwedzkiego i filozofii na poziomie szkoły średniej. W 1999 roku studiował historię Polski XX wieku na Uniwersytecie Gdańskim. Regularnie pisał w czasopismach takich jak „Militar Historia” i „Populär Historia”. Kilkakrotnie był stypendystą Szwedzkiego Funduszu Literackiego.
Jest autorem wielu artykułów opiniotwórczych i felietonów na łamach dziennika Goteborgs-Posten i w magazynie „Opulens”. Często współpracuje z Instytutem Polskim w Sztokholmie. W publicznym szwedzkim radiu, często komentował bieżące wydarzenia polityczne w Polsce. Występował też w Radio Szczecin i TVP3 Szczecin. Reagował i prostował nieprawdziwe stwierdzenia odnośnie Polski i Holokaustu.
W 2024 r. ukazała się jego najnowsza książka, Bitwa o Monte Cassino.

## Publikacje
Książki (w języku szwedzkim)
- Röster som aldrig tystnar. Tredje Rikets offer berättar (Prisma, 2005) ISBN 91-518-4414-1.
- Med förtvivlans mod. Kampen för Polen 1939–45 (Norstedts, 2008) ISBN 978-91-518-4701-6.
- I Stalins våld. Sovjetunionens kuvande av östra Polen 1939–41 (Norstedts, 2010) ISBN 978-91-1-302452-3.
- Marodörer, medhjälpare och mördare. Katolska och judiska polacker i nazisternas tjänst 1940–43 (Sivart förlag, 2012) ISBN 978-91-85705-66-5.
- „Judarna har vapen!”. Upproret i Warszawa 1943 (Norstedts, 2013; häftad utgåva 2014) ISBN 978-91-1-304651-8.
- I skuggan av Auschwitz. Förintelsen 1939–1945 (Historiska media, 2015; pocket 2016) ISBN 978-91-7545-237-1[2]
- Polens historia (Historiska Media, 2017; mjukbandsutgåva – danskt band – 2020)[2]
- Koreakriget (Historiska Media, 2019; pocket 2021) ISBN 978-91-7545-598-3.
- Warszawaupproret 1944 (Historiska Media, 2021) ISBN 978-91-7789-594-7[2]
- Ungernrevolten (Historiska Media, 2023) ISBN 978-91-8050-282-5.
- Slaget vid Monte Cassino (Bokförlaget Augusti, 2024) ISBN 978-91-8530-154-6.

Prace zbiorowe (w języku szwedzkim)
- Med rätt att leda. En skrift om ledarskapets utmaningar (Försvarsmakten, 2010)[13]
- Spektakulära kommandoräder – Från första världskriget till idag (Bokförlaget Semic, 2017; kartonnage 2018), red. Anders Frankson ISBN 978-91-552-6404-8.
- Norden under andra världskriget – Hotet från Hitler och Stalin (Bokförlaget Semic, 2018; kartonnage 2019), red. Anders Frankson ISBN 978-91-552-6538-0.
- Förrädare! – Att vinna krig med svek (Bokförlaget Semic, 2019; kartonnage 2020), red. Anders Frankson ISBN 978-91-552-6706-3.
- Sveriges andra världskrig – och kampen mot Hitler och Stalin i Norden (Bokförlaget Semic, 2021; kartonnage 2022), red. Anders Frankson ISBN 978-91-552-6939-5.
- Andra världskrigets värsta dåraktigheter, katastrofala strategier och felbeslut (Bokförlaget Semic, 2022), red. Anders Frankson ISBN 978-91-552-7080-3.
- Ryska krigsfiaskon – varför Putin, Stalin och andra diktatorer misslyckats militärt (Bokförlaget Semic, 2023), red. Anders Frankson ISBN 978-91-552-7213-5.
- Andra världskrigets största och mest avgörande slag (Bokförlaget Semic, 2024). red. Anders Frankson ISBN 978-91-552-7317-0[14].

Redakcja książek
- „Det tidigare judiska ghettot i Warszawa finns inte längre.” SS-Brigadeführer Jürgen Stroops rapport till Himmler 1943, red. Martin Månsson, Simon Olsson, Artur Szulc (Vaktel förlag, 2016) ISBN 978-91-983068-8-0[15].

## Nagrody
- 2016: Nagroda artystyczna Polonii Szwedzkiej, „POLONIKI”[1][16]
- 2022: Srebrny Bohateron (kategoria Pasjonat)[1][17]
- 2023: Nagroda IPN „Ambasador Polskiej Historii”[1][18]

## Odznaczenia
- Medal Szwedzkich Sił Zbrojnych za Służbę Międzynarodową (Försvarsmaktens medalj för internationella insatser) – Szwecja[19]
- Srebrny Krzyż Zasługi – 2024[20]
- Odznaka Honorowa „Bene Merito” – 2019[1][21]
- Medal NATO za służbę na Bałkanach (w Kosowie)[19]